# Johann Mailáth
Johann Graf Mailáth von Székhely, Selbstbezeichnung Johann Graf Mailáth (auch János Graf Mailáth von Székhely; * 3. Oktober 1786 in Pest; † 3. Januar 1855 im Starnberger See bei Ammerland) war ein ungarischer Historiker und Schriftsteller.

## Leben
Mailáth war Sohn des Staatsmanns Joseph Graf Mailáth von Székhely (1737–1810). Er erhielt Privatunterricht, bevor er in Erlau Philosophie studierte und anschließend an der Königlichen Akademie Raab die Rechtswissenschaft. Er wurde 1808 Konzipist, dann 1812 Sekretär in der ungarischen Hofkanzlei in Wien. An einem Augenleiden schwer erkrankt, musste er den Staatsdienst quittieren. Nach seiner Genesung widmete er sich ganz seiner publizistischen Tätigkeit. Mailáths Muttersprache war Deutsch, auch seine Werke verfasste er in Deutsch. Ungarisch erlernte er erst im Alter von 14 Jahren. Mit seinen Werken galt er als Vermittler von ungarischer Geschichte, Kultur und Literatur im deutschsprachigen Raum. Vielseitig gebildet und berühmt für sein ausgesprochen gutes Gedächtnis, sind seine Arbeiten trotzdem von einem gewissen Dilettantismus gekennzeichnet.
In den 1830er Jahren war er Berichterstatter des Wiener Hofes. Metternich, dem leitenden Minister im Kaiserreich Österreich, galt seine Arbeit als hilfreich, da er in seinen Werken die Dinge so darstellte, "wie es die Regierung wünscht". Auch in den Revolutionsjahren 1848/1849 erhielt er regelmäßig finanzielle Zuwendungen des Hofes. Politisch stand er den konservativen Kräften nahe. Die Führer der ungarischen Revolution von 1848/1849 charakterisierte er sehr negativ, die Revolution verurteilte er als Rebellion gegen die legalen Machthaber.
Von 1839 bis 1848 war er Redakteur des Taschenbuches Iris, 1844 der Zeitung Nemzeti Ujság in Pest. Mailáth übersiedelte wegen seiner schwachen finanziellen Situation Anfang der 1850er Jahre nach München. Dort wurde er 1852 in die königliche Akademie der Wissenschaften aufgenommen.

## Unterricht für die zukünftige Kaiserin Elisabeth von Österreich
Im Herbst 1853 engagierte Herzog Maximilian in Bayern Mailáth, um seine Tochter Elisabeth zu unterrichten, die kurz zuvor mit Kaiser Franz Joseph I. von Österreich verlobt worden war. Mailáth kam dreimal die Woche ins Herzog-Max-Palais, um geschichtliche Vorlesungen zu halten. Herzogin Ludovika in Bayern, die mit Teilen ihres Hofstaates den Vorlesungen ebenfalls beiwohnte, zeigte sich beeindruckt von dem unglaublichen Gedächtnis Mailáths, der seine Stunden „ohne Beihilfe eines Buches“ abgehalten habe.

## Selbstmord im Starnberger See
Trotzdem besserte sich seine finanzielle Situation nicht. Am 3. Januar 1855 wählte er daher zusammen mit seiner unverheirateten Tochter Henriette den Freitod im Starnberger See. Am 4. Januar 1855 fand man die Leichen der beiden im seichten Wasser bei Ammerland. Vater und Tochter hatten sich mit einem großen Tuch fest aneinander gebunden und ihre Taschen mit Steinen gefüllt. Im Haus-, Hof- und Staatsarchiv in Wien befindet sich ein Konfidentenbericht, der einen Zusammenhang herstellt zwischen dem Doppelselbstmord und einer – angeblich – ausgebliebenen Entlohnung Mailáths für den Unterricht der zukünftigen österreichischen Kaiserin.

## Werke (Auswahl)
- Magyarische Gedichte, Cotta, Stuttgart 1825.
- Magyarische Sagen und Märchen, Traßler, Brünn 1825.
- Geschichte der Magyaren, 5 Bände, Tendler, Wien 1828–1831.
- Geschichte der Stadt Wien von der Gründung derselben bis 1830, Tendler, Wien 1832.
- Die Religionswirren in Ungarn, 2 Bände, Manz, Regensburg 1845.
- Geschichte des österreichischen Kaiserstaates, 5 Bände, Perthes, Hamburg 1834–1850.
- Gedrängte Geschichte des österreichischen Kaiserstaates bis auf die neueste Zeit, Meyer, Wien 1851.